# 페레그리누스
페레그리누스(라틴어: peregrinus)는 기원전 30년부터 서기 212년까지인 로마 제정 초기에 로마 시민이 이닌, 제국의 자유 신분의 속주민을 나타내는 데 사용된 용어이다. 페레그리누스들은 서기 1, 2세기 로마 인구의 대다수를 차지했다. 서기 212년에, 전쟁에서 로마에 항복하여 피지배층이 된 이들인 데디티키(dediticii), 그리고 해방 노예를 제외한 로마 제국의 모든 자유 신분의 거주민들은 안토니누스 칙령을 통해 시민권을 부여받았다.
라틴어로 '외부(외국)인'을 뜻하는 'peregrinus'는 per- (통하여, 거쳐서)와 ager (땅, 변두리)의 동화 형태, 다시 말하여 '땅 너머'라는 의미로 구성된 라틴어 부사 'peregre' (타향에, 외국에)와 관련있으며, -e는 부사형 접미사이다.
로마 공화정 기간에, 페레그리누스라는 용어는 로마의 지배에 있든 아니든 단순히 로마 시민권을 완전히 혹은 부분적으로 갖지 못한 사람을 나타내었다. 기술적으로, 이런 점은 제정 기간에도 유지되었다. 하지만 실상에서 이 용어는 로마 제국의 사람들에 한정되었고, 제국의 국경 밖에 있던 지역의 사람들은 바르바리(barbari, 야만인)이라 나타내었다.

## 규모
1세기와 2세기에, 로마 제국의 인구 대다수 (80–90%)는 페레그리누스였다. 기원전 49년 무렵, 모든 이탈리아인들은 로마 시민권자들이었다. 이탈리아 외에, 거의 2세기에 걸친 로마의 지배 동안에 로마의 식민화가 가장 깊숙히 이뤄졌던 갈리아 나르보넨시스 (프랑스 남부), 히스파니아 바이티카 (스페인 안달루시아), 아프리카 프로콘술라리스 (튀니지) 등의 속주들에서는 아우구스투스의 통치 말년 무렵에 대다수가 로마 시민권을 가지고 있었을 것이다. 이점은 프랑스어 및 다른 오일어족들과 비교하여 이베리아어족, 이탈리아어, 오크어의 어휘에 대한 상당한 유사성을 설명할 수 있을 것이다.
국경 속주들 경우, 시민권자의 비율이 훨씬 적었을 것이다. 예시로 한 추정치에서는 서기 100년경에 브리타니아의 로마 시민권자를 브리타니아 전체 인구 약 170만 명의 3%가 안되는 대략 50,000명으로 추정하였다. 제국 전체에서도, 현존하는 마지막 5년 주기의 인구 조사 보고서의 결과에 따르면 서기 47년에 로마 시민권자들은 600만 명에 지나지 않았다. 이 숫자는 이 당시 보통 7천 만명으로 추정되는 로마의 총 인구에 9%에 지나지 않다.

## 사회 신분
페레그리누스들은 그리스 도시국가들에서 생긴 상법에서 전래된 국제법의 일종으로 로마 당국이 시민권자들과 비시민권자들간의 관계를 조절하기 위해 사용한,  만민법(jus gentium)의 기본적인 권한들만 부여받았다. 그러나 만민법은 시민법(흔히 말하는 로마법)의 많은 권한들과 보호 등을 제공하지 않았다.
형법면에서, 공식적인 심문 동안에 페레그리누스에 대한 고문을 제지할 수 있는 것이 없었다. 페레그리누스들은 레가투스 아우구스티 (속주 총독)의 재량에 따라 처형을 포함한 약식 재판 (de plano)의 대상자들이 되었다. 로마 시민권자들은 고문을 받지 않을 수 있었고 총독의 순회재판을 통해 재판을 받아야 한다고 주장할 수 있었다. 이 경우에는 총독이 콘실리움(consilium, 자문회)의 조언을 받아 판사 역할을 하는 경우 및 법률 고문을 고용할 수 있는 피고인의 권한 등을 포함한다. 또한 로마 시민권자들은 총독의 있을 수 있는 오판에 대하여 로마 황제에게 직접 범죄 형량, 특히나 사형에 대한 항소할 수 있는 권한이라는 중대한 보호 장치를 누렸다.
민법에선 사형 명령을 제외하면, 페레그리누스는 이들이 속한 키비타스(로마 이전의 부족적 영역을 근거로 한 행정 구역)의 관습법과 자문회의 대상이었다. 반면 로마 시민이 관련된 송사는 로마 민법의 정교한 법령에 따라 총독의 순회 재판에서 판결이 내려졌다. 이런 점은 페레그리누스와 분쟁 그 중에서도 특히 토지를 둔 분쟁 중인 시민권자에게 상당한 이점을 주었는데, 분쟁 시에 로마법이 항상 관습법보다 우선시되었기 때문이었다 거기다가, 총독의 판결은 법률보다는 소송 당사자들의 사회적 지위 (그리고 종종 뇌물)에 따라 흔히 바뀌었다.
세금 부문에서 페레그리누스는 직접세(tributum)의 대상자들이었으며, 이들은 제국의 재정에 중요한 재원이었던 연간 인두세(tributum capitis)를 내야 했다. 로마 시민권자들은 인두세가 면제되었다. 농업 경제에서 예상되었던 것처럼, 대부분에 속주 토지들에 부가가 가능했던 토지에 대한 세금(tributum soli)이 가장 핵심적인 재원이었다. 다시 말하여, 이탈리아 내 토지는 면세였고, 이탈리아 밖에 로마 식민시들 (coloniae)이 보유한 토지들도 마찬가지였을 것이다.
군역 분야에서도, 페레그리누스는 군단에서 복무하는 것이 배제되었고, 중요도가 떨어지는 보조군에만 입대가 가능했었다. 보조군에서 복무(25년간)가 끝나면, 전역자와 전역자의 자녀들은 시민권을 부여받았다.
사회적 측면에서, 페레그리누스는 통혼권(connubium)이 없었다. 이들은 법적으로 로마 시민권자들과 결혼할 수 없었다. 그래서 시민권자와 비시민권자 사이에 태어난 자녀는 사생아였고 시민권 (혹은 재산)을 상속받을 수 없었다. 거기다, 페레그리누스는 보조군 복무를 하지 않을 경우에 로마법에 따른 상속자를 지정하는 것이 불가능했었다. 따라서, 사망 시에 페레그리누스들은 법적으로 유언을 남기지 않은 자가 되어 이들의 재산은 국가의 재산이 되었다.

## 지방 자치
제국의 각 속주들은 콜로니아(colonia, 퇴역한 군단병들이 세운 로마 식민지), 무니키피아(municipia, 일종의 반 시민권인 라틴 권한을 지닌 도시들), 페레그리누스들의 지방 자치 조직인 키비타스 페레그리네(civitates peregrinae) 등 세 종류의 지방 자치 조직으로 나뉘었다.
키비타스 페레그리네는 로마 이전의 도시 국가들 (지중해 지역)이나 토착 부족 (북서유럽 및 다뉴브강 일대)의 영역, 또는 로마가 정복한 이후에 군단병 퇴역자들에게 토지를 제공하거나 고대 로마 황제의 사유지로 편입시키기 위하여 로마 당국이 몰수한 소규모 토지를 근간으로 한다. 키비타스 페레그리네는 지위에 따라 키비타스 포에데라타, 키비타스 리베라, 키비타스 스티펜다리아 등 세 종류로 구분되었다.
속주 총독이 키비타스 사무에 관여할 수 있는 절대적 권한을 지니기는 했지만, 실상에선 키비타스는 폭넓은 자치를 누렸는데, 속주 총독들은 최소한의 관료 체계를 운용했고 단순히 키비타스의 세밀하고 작은 관리를 위한 행정 재원이 없었기 때문이었다. 키비타스들은 매년 공납금 (인두세와 토지세)을 징수하여 바치고, 자신들 지역을 지나가는 로마의 도로를 유지하는 임무를 수행하는 조건으로, 중앙의 속주 행정 정부는 키비타스의 사무에 거의 간섭하지 않았다.
로마 정복 이전 시대의 독립 상태였을 때 키비타스 페레그리네의 지배 계층이던 귀족 계층들 중에 많은 이들은 로마의 침입 기간에 급격한 토지가 줄어들기는 했지만, 이들의 후손들은 키비타스 페레그리네의 지역 사회를 흔히 지지하였다. 이 특권층들은 전통적 관습을 기반으로 했을 키비타스의 자문회와 행정 관료직을 독점하였고, 지역의 관습법에 따라 분쟁을 해결했을 것이다. 키비타스가 무니키피움 지위를 수여받을 경우, 키비타스의 선출된 지도자들, 그 뒤에는 자문회 전체 (많으면 100명)가 자동적으로 시민권을 수여받았다.
로마인들은 토착 특권층들이 자신들의 키비타스를 질서정연하고 순종적으로 유지하기를 기대했다. 이들은 재산상의 어느 정도를 충족한 자들에게 토지, 시민권을 부여하고 심지어는 로마 사회의 최고 계층인 원로원 계급에 입회를 해주는 등 상당한 호의를 통하여 이들 특권층들의 충성심을 확보했다. 이런 특권들은 이웃한 수많은 페레그리누스들을 희생하여 토착 귀족 계층의 부와 권력을 강화해주었을 것이다.

## 토지 소유권
로마 제국은 전체 인구의 80%가 농지에서 먹고 살며, 압도적으로 농업 경제 사회였다. 따라서, 토지에 사용과 생산물에 대한 권리는 부를 결정하는 데 가장 중요하였다. 로마의 정복과 지배는 평균적인 페레그리누스 농민들의 경제적 위치의 주요한 하락으로, 로마 당국과 로마의 지주들, 토착 특권층들에게 이점으로 이끌었을 것이다. 로마 제국은 부에 있어서 엄청난 불평등 사회였고, 원로원 계층은 '라티푼디아'(latifundia, 거대 사유지)라는 이름의 형태로 제국의 모든 토지의 엄청난 비율을 보유하였으며, 예시로 소 플리니우스가 그의 편지에서 언급한 내용에선 네로 (재위: 54–68년) 시대 때, 아프리카 프로콘술라리스 (튀니지)의 모든 토지의 절반은 단 6명의 개인 지주들이 보유했다고 하였다. 또한 세습이었던 원로원 계급이라는 그 자체만으로 어느 정도 부유함을 나타내었는데, 원로원 계급에 들어가려는 외부인은 아주 높은 재산 자격 (250,000 데나리우스)을 충족해야 했다.
로마법에 따르면, 과거에 무조건적으로 항복한 사람들(데디티키)에게 속했던 토지들은 로마 당국의 재산이 되었다. 이런 토지의 일정 정도는 로마 이주민들에게 배정되었을 것이고, 일부는 국고를 늘리기 위해 로마의 대지주들에게 판매되기도 했을 것이다.
일부는 국유지(ager publicus)로 유지되었을 것이지만, 실제로 이 토지들은 황제의 사유지로서 관리되었다. 나머지 토지들은 본래 소유하고 있었던 키비타스들에게 돌아갔을 것이지만, 이전의 소유권 구조로 돌아갈 필요는 없었다. 상당한 토지들이 로마 침임자들에게 맞섰던 토착 특권층들한테서 몰수되어, 그 반대로 로마를 지지했던 자들에게 수여되었을 수 있었다. 후자의 경우는 공동으로 사용하던 토지도 부여받았을 수도 있었다.
정복 뒤에 로마에 압류된 각 속주의 토지 비율은 알려져 있지 않다. 그렇지만 이에 대한 실마리는 존재한다. 이집트는 건조한 기후로 인한 파피루스 보존 때문에 기록이 가장 잘 남아있는 지역이다. 그곳은 토지의 3분의 1이 국유지였던 곳으로 보인다. 이용 가능한 증거로 볼 때, 황제의 사유지, 콜로니아에 할당된 토지, 로마의 지주들에게 판매된 토지 등으로 페레그리누스들은 로마에 정복된 결과로 인하여 토지의 절반 이상의 소유권을 잃었을 수 있다는 결론이 나올 수 있다. 로마 이주민들은 좋은 땅을 일상적으로 차지했을 것이다.
로마 정복 이전의 토지 소유권에 관한 경향은 알려진 것이 거의 없으나, 로마 정복 이후에 급격한 변화가 있었다는 것에는 의심의 여지가 없다. 특히나 수세대 동안 동일한 토지를 경작했던 수 많은 자유 농민들 (지역 관습법에 따라선 토지 소유주였던 자들)은 만일 자신들의 토지가 황제의 사유지가 아닐 경우에는 부재 지주인 로마 지주들이나 속주의 최고 재정 담당관인 프로쿠라토르의 수행원들에게 자신들이 소작료를 내야만 하는, 소작농으로 전락했음을 알게 되었다. 자신들의 새로운 지주가 토착 귀족 계층이었던 곳조차도 자작농들은 이전에는 공짜로 경작하던 토지에 소작료를 납부하거나 공유지였던 목초지에서 가축이 풀을 뜯는 데 요금을 납부해야만 하는 등 경제 상황이 악화되었을 것이다.

## 신분 철폐
로마 시민의 비율은 시간이 흐르며 서서히 증가했을 것이다. 로마 황제들은 예시로 오토 황제가 서기 69년에 갈리아의 린고네스족 키비타스에 부여했던 것처럼 이따금씩 전체 도시, 부족, 속주 등이나 예외적인 활약을 펼친 보조군 부대 전체에 일괄로 시민권을 부여했다.
페레그리누스들은 최소 25년간의 보조군 복무를 통해서나 공로로 인한 황제의 특별 부여를 통해서 개인적으로 시민권을 획득할 수도 있었다. 페레그리누스에게 시민권을 부여하는 데 핵심적이던 인물은 속주 총독들이었는데, 이는 소 플리니우스의 서간에서 확인되듯이 시민권 부여 자체는 황제만 가능했지만, 황제는 그의 총독들에 추천에 따라 시민권 부여를 했었기 때문이었다. 비티니아 총독이던 플리니우스는 트라야누스 황제 (재위: 98–117년)가 자신의 친구들이나 수행원들이던 많은 속주민들에게 시민권을 부여하게끔 성공적으로 로비를 펼쳤다.
이 외에도 총독이나 다른 고위직 관료들에 대한 뇌물이 부유한 페레그리누스들이 시민권을 얻는 데 분명히 많이 사용되었다. 이 경우는 서기 60년에 사도 바울로를 체포한 보조군 지휘관의 경우였다. 그는 바울로에게 "나는 많은 돈을 들여 이 시민권을 얻었소"라고 말하였다. 키비타테스 페리그리나이의 많은 중심 도시들처럼 무니키피움 지위를 부여받은 도시의 거주민들은 로마 시민권자들과 혼인이 가능한 권리(connubium)를 포함한 '라틴인의 권리'를 얻었다. 이런 통혼 사이에서 태어난 자녀들은 아버지가 시민권자라는 전제하에서 시민권을 물려받을 수 있었다.

### 안토니누스 칙령 (서기 212년)
서기 212년에 카라칼라 황제(재위: 211–217년)가 반포한 안토니누스 칙령은 전쟁 중에 항복하여 로마에 복속된 이들인 데디티키 및 해방노예를 제외한 제국의 모든 속주의 거주민들에게 로마 시민권을 부여했다.
동시대 역사가 디오 카시우스는 카라칼라의 결정이 경제적 동기라고 하였다. 그는 카라칼라가 페레그리누스들을 로마 시민들에게 적용되는 상속 및 노예 해방 시에 적용되는 5%의 세금(카라칼라는 이 두 가지 세금 품목 세율을 10%로 올렸다)인 두 가지 간접세의 대상자로 만들고 싶어했다고 하였다.
그러나 그 세금들은 페레그리누스들이 로마 시민으로서 면제됨에 따라, 이전에 페레그리누스들이 내던 연간 인두세의 상실 액수보다 적었을 것이다. 로마 정부가 이 세금 수입을 포기했을 것이라 보이지는 않아 보이며, 따라서 안토니누스 칙령이 로마 시민들의 직접세 면세를 없내는 추가적인 칙령을 동반되었음이 거의 확실하다. 어찌됐든, 디오클레티아누스 황제 (재위: 282–305년) 시기에 시민들이 인두세를 지불한 것이 분명하였다.
이 방식으로 안토니누스 칙령은 주로 인두세 및 이탈리아와 콜로니아의 토지주에 대한 토지세 등의 직접세를 로마 시민권자 (당시 추정 인구 20-30%)에게 지게 하여 제국의 과세 기준을 상당히 늘렸다.

## 같이 보기
- 로마 시민

## 참조
1. ↑  아르노강-루비콘강 이남의 이탈리아 거주민 (즉 당시에 갈리아 키살피나로 알려지고 이탈리아 영토의 일부로 여겨지지 않은 오늘날의 이탈리아 북부를 제외)들은 기원전 91-88년간의 동맹시 전쟁 이후 로마 시민권을 부여받았다. 갈리아 키살피나 거주민들은 기원전 49년에 종신 독재관 율리우스 카이사르의 칙령으로 로마 시민권을 부여받았고 갈리아 키살피나는 기원전 43/42년 제2차 삼두정치 시기에 이탈리아에 포함되었다.[2]
2. ↑  이 퍼센트 수치는 6백만 명에 로마 시민권자의 여성과 아이들을 포함했을 때의 전제를 바탕으로 한다. 그렇지만, 이 수치는 확실치 않은데, 엄밀히 말하자면 오직 성인 남성 (정확히 말하면 14세 초과)만이 시민이었기 때문이다. 그럼에도, 기원전 114년 인구 조사와 기원전 28년 인구 조사 사이에 열 배의 시민권자 증가가 있었다. 이 점은 인구 조사 학자들에게 받아들이기 어려운 증가치로 여겨져, 기록의 요건이 이후 인구 조사에서 시민권자들의 여성과 아이들의 등록이 이뤄지는 것으로 인구 조사 간격 때 바뀌었다는 추측으로 이어졌다. 이런 추측과는 반대로, 만일 6백만 명이 성인 남성들만을 나타낸다면, 여성과 아이들을 포함한 총 시민권자 지역사회는 1,500만-2,000만 명, 전체 인구의 20-30%가 될 것이다. 그런데, 이 수치는 몹시 신빙성이 없는데 이는 이탈리아의 인구 밀도 다른 지역들보다 훨씬 높았다는 것을 암시할 것이기 때문이었다. 이 수치는 이탈리아를 라인강/다뉴브강 지역 속주들과 비교한다면 맞을 수도 있지만, 동방의 속주들과 비교했을 때는 분명히 아니다. 한편으로, 다른 수칫값에서는 이 당시에 로마 제국의 전체 인구를 많으면 1억 명까지도 잡기도 하는데, 이 경우엔 "가장 높은 수치"로 잡았을 때 시민권자가 전체 인구의 15–20%만큼 나타나게 된다. 결론적으로, 시민권자가 서기 47년에 전체 인구의 20%를 넘었다는 것은 있을 수 없으며, 기껏해야 10%가 넘었을 것이다.[5])
3. ↑  이론상으로, 모든 로마 시민은 배심원이 있는 형사 재판 (iudicium publicum)을 로마에서 재판 받을 권한이 있었다. 이 권한은 먼 속주에서 사는 시민들에게는 명백히 비현실적이었고 로마 황제에게 청원하는 것으로 대체되었다. 예시 두 가지는 형사에서 로마 시민권자들에 따른 특별 대우를 묘사한다: (1) 사도 바울로는 유대인이긴 하지만 로마 시민권자로 태어났다. 서기 60년에 그는 그를 신성 모독으로 고소했고 그를 집단 폭행하려하던 예루살렘 신전의 유대인 무리들한테서 로마 병사들 (정확히는 보조군)들에게 구출되었다. 그를 주둔지로 데려온, 군 지휘관은 유대인들을 화나게 한 것이 무엇인지 자백할 때까지 바올로를 가혹한 심문에 쳐하도록 하라 명령했다. 바올로가 이때 그가 로마 시민임을 밝히자, 먜질은 중단되었고 그를 묶던 쇠사슬도 제거되었다. 아주 흥미로운 것은 페레그리누스들인 병사들이 로마 시민을 거칠게 다뤘다는 것을 깨달았을 때 이들의 분명한 두려움이었다. 그는 호위를 받으며 카이사레아에 있는 유대 총독에게 보내졌다. 결국에, 그는 자신의 사건에 대한 황제의 의견을 듣기 위해 로마로 보내졌다.[7] (2) 두 번째는 그 당시 비티니아의 총독이었던 소 플리니우스가 트라야누스 황제에게 보낸 편지에 언급된 서기 110년경의 사건이다. 로마 시민권자들도 포함하여 비티니아 속주의 다수 사람들이 기독교도라고 고발되었다. 황제의 형상에 경의를 표함으로써 신앙을 포기하는 행위를 거부한 것으로 고발된 페레그리누스들은 즉결로 처형당했다. 반면 로마 시민권자들으 재판을 위해 로마로 보내졌다.[8] 플리니우스가 그의 편지에서 암시했듯이, 셉티미우스 세베루스 황제 재위 (197–211년) 때까지, 기독교 교회에 속한다고 하는 그 자체만으로 범죄를 성립하게 하는 공식적인 법령이 없었다. 그러나 페레그리누스가 황제의 형상에 숭배를 거부하는 것은 반역 (maiestas)에 따른 사형 사유였고, 유일신 신앙 때문에 기독교인들도 언제나 마찬가지였다. 따라서, 로마 당국은 기독교 교회에 속하는 걸을 반역으로 확장하여 간주하였다.

## 참고 문헌

### 고대
- 성서 신약 성서 (1세기 후반)
- 디오 카시우스 로마사 (3세기 초)
- 소 플리니우스 서간 (2세기 초)
- 타키투스 역사 (1세기 후반)

### 현대
- Brunt, P. A. (1971) Italian Manpower
- Burton, G. (1987) Government and the Provinces in J. Wacher ed. The Roman World Vol I
- Duncan-Jones, Richard (1990) The Roman Economy
- Duncan-Jones, Richard (1994) Money & Government in the Roman Empire
- Goldsworthy, Adrian (2005) The Complete Roman Army
- Hassall, Mark (1987). 〈Romans and non-Romans〉.   Wacher, J. 《The Roman World》 II.
- Mattingly, David (2006) An Imperial Possession: Britain in the Roman Empire
- Scheidel, Walter (2006) Population & Demography (Princeton-Stanford Working Papers in Classics)
- Thompson, D.J. (1987) Imperial Estates in J. Wacher ed. The Roman World Vol II